# Бой у острова Саво
Бой у острова Саво (англ. Battle of Savo Island), также известный как Первый бой у острова Саво, в японских источниках — Первый бой в Соломоновом море (яп. 第一次ソロモン海戦 Dai-ichi-ji Soromon Kaisen) — ночной морской бой в водах, омывающих остров Гуадалканал в архипелаге Соломоновых островов, состоявшийся ночью 9 августа 1942 года, между соединением 8-го японского флота вице-адмирала Гунъити Микавы и американо-австралийской группой крейсеров 62-го оперативного соединения под командованием вице-адмирала Ричмонда Тёрнера, прикрывавшим высадку десанта на Гуадалканал и прилегающие острова, которой командовал британский контр-адмирал Виктор Кратчли.
Союзники в этом бою потеряли 4 тяжёлых крейсера потопленными, ещё один крейсер и один эсминец были тяжело повреждены. Бой у острова Саво закончился полной победой японцев, однако они не смогли выполнить главную задачу — уничтожить транспорты с десантом, что в конечном счёте привело к поражению в Битве за Гуадалканал.

## Стратегическое положение перед боем

### Действия Союзников
Несмотря на сокрушительное поражение Объединённого Императорского флота в битве за Мидуэй в июне 1942 года Императорская армия Японии продолжала развивать наступление в юго-западной части Тихого океана, продвигаясь вдоль Соломоновых островов и пытаясь оккупировать Новую Гвинею. В своих стратегических планах японское командование, как и американское, уделяло этим островам огромное внимание, учитывая их географическое положение. Заняв их, Япония создала бы угрозу коммуникациям между США и Австралией, а все попытки выбить её оттуда могли бы стоить очень дорого.
Понимая это, и стараясь упредить японцев, 2 июля 1942 года Объединённый комитет начальников штабов издал директиву об оккупации островов Санта-Крус и Флорида. Директивой предусматривались сроки оккупации островов — к 1 августа 1942 года. Операция была названа Уочтауэр. Большая часть июля прошла для американцев в сколачивании необходимых сил и подготовке к первой наступательной операции союзников на Тихоокеанском театре военных действий.
В начале июня командующий Тихоокеанским флотом США адмирал Нимиц получил донесение, что японцы высадили десанты (преимущественно строительные части) на Тулаги и Гуадалканале. Здесь японцы планировали и начали строительство базы гидросамолётов и аэродрома соответственно для прикрытия фланга наступательной операции на Новой Гвинее.
21 июля японцы высадили десант в несколько тысяч морских пехотинцев на северном побережье острова Новая Гвинея, для атаки и захвата Порт-Морсби уже с суши через горный хребет Оуэн-Стэнли. Теперь союзникам нельзя было медлить с подготовкой захвата островов. В директиву от 2 июля был внесен захват недостроенного японцами аэродрома на Гуадалканале.
В середине июля 1942 года американцами было сформировано 61-е Экспедиционное оперативное соединение под командованием вице-адмирала Фрэнка Флетчера, в состав которого входили тяжёлые авианосцы Saratoga, Enterprise и Wasp, только что вошедший в строй линкор North Carolina, 5 тяжёлых и 1 лёгкий крейсер и 16 эсминцев. Задачей этого соединения, как и соединения береговой авиации под командованием контр-адмирала Джона МакКейна, было обеспечение воздушного прикрытия десантов на Соломоновых и близлежащих островах. Задача высадки десантов лежала на 62-м Десантном оперативном соединении под командованием контр-адмирала Тёрнера (флагман — транспорт МакКоули). 23 транспорта и судна снабжения с 1-й дивизией морской пехоты США под командованием генерал-майора Вандегрифта, ранее предназначенной к отправке в Нумеа, эскортируемых американо-австралийским соединением (3 тяжёлых, 1 лёгкий крейсер и 9 эсминцев) и группой поддержки десанта (3 тяжёлых, 1 лёгкий крейсер и 6 эсминцев) под общим командованием британского контр-адмирала Кратчли (флагман — тяжёлый крейсер Australia). 22 июля вышли из Новой Зеландии, и 27 июля встретились южнее островов Фиджи с 61-м Экспедиционным оперативным соединением. 31 июля десантные силы вышли по назначению. Командование операцией осуществлял вице-адмирал Роберт У. Гормли, находившийся в Нумеа.
Ранним утром 7 августа 1942 года после ударов палубной авиации и обстрела берега кораблями группы поддержки высадились на островах Гуадалканал, Тулаги, Гавуту и Танамбого. На Гуадалканале 10 тысяч морских пехотинцев практически без сопротивления рассеяли по джунглям строителей-корейцев и около 600 человек охраны и захватили недостроенный аэродром. Сопротивление 6 тысячам морпехов на Тулаги было более упорным, но 8 августа остров уже был в руках американцев. Высадка положила начало шестимесячной Гуадалканальской кампании.
Из-за нелётной погоды, исключавшей разведывательные полёты авиации, японское командование не смогло вскрыть приготовления американцев, и высадка десанта стала для японцев полной неожиданностью. 7 и 8 августа японские самолёты, базировавшиеся в Рабауле, несколько раз атаковали десантирующиеся войска. При этом были тяжело повреждены транспорт George F. Elliott (AP-13) (который позднее затонул) и эсминец Jarvis (DD-393). В этих авианалётах японцы потеряли 36 самолётов, а ВМС США — только 19, в том числе 14 палубных истребителей.

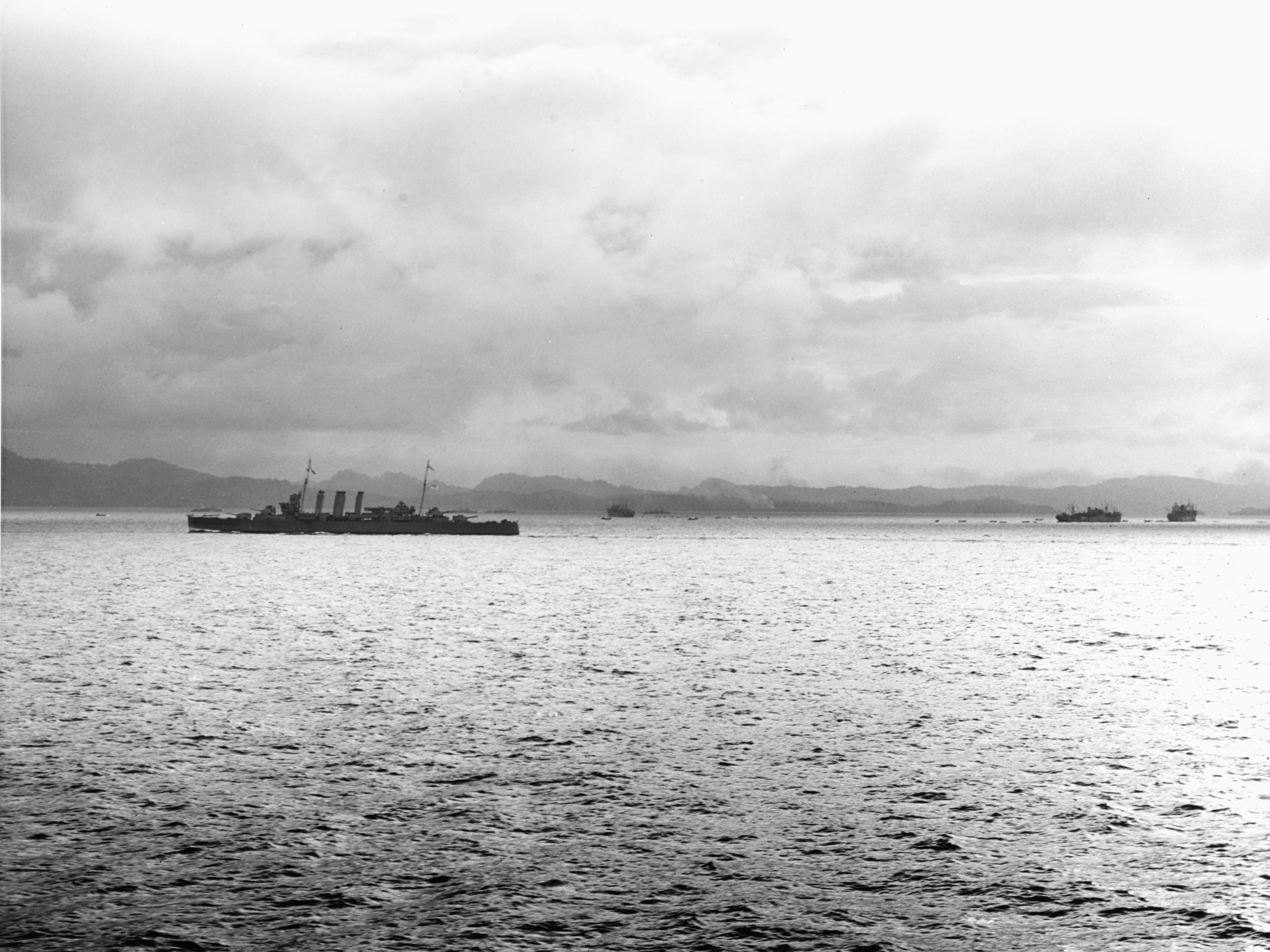
Canberra (в центре слева) в охранении трёх транспортов Союзников (вдали и в центре справа), высаживающих войска и снаряжение на Тулаги.

Обеспокоенный потерями в истребителях (21 %) в виду возможных предстоящих ударов японской базовой авиации по авианосному соединению, и мотивируя отход 61-го оперативного соединения необходимостью заправки своих кораблей топливом, Флетчер, не консультируясь с Тёрнером, вечером 8 августа повёл 61-е оперативное соединение в Пёрл-Харбор.
Некоторые историки отмечают, что ситуация с топливом на кораблях Флетчера была далека от критической, но критической её считал сам Флетчер. Некоторые биографы Флетчера отмечают, что тот решил, что высадка уже прошла успешно, а других более-менее важных операций, требующих воздушного прикрытия, не предвиделось. К тому же потери в палубных истребителях, по его мнению, делали 61-е оперативное соединение лёгкой добычей для японских торпедоносцев и бомбардировщиков, а оставшееся топливо было необходимо на случай столкновения с основными силами Объединённого флота, о чём Флетчер предупреждал и Тёрнера, и Вандергрифта ещё на совещании перед выходом. Тёрнер, тем не менее, считал, что оперативное соединение Флетчера должно было продолжать обеспечивать воздушное прикрытие хотя бы до вечера 9 августа, пока все транспорты не будут разгружены. А поскольку разгрузка транспортов шла медленнее, чем планировалось, Тёрнеру, лишившемуся поддержки с воздуха, приходилось отводить свои корабли от Гуадалканала как можно скорее. Он планировал разгрузить как можно больше в течение следующей ночи и отвести своё оперативное соединение на следующий день.

### Ответные действия Японии
14 июля 1942 года был сформирован 8-й флот под командованием вице-адмирала Гунъити Микавы, базировавшийся на островах Трук. 26 июля Микава на флагманском тяжёлом крейсере «Тёкай» прибыл в Рабаул (Новая Британия), где в дальнейшем располагался его штаб. В состав 8-го флота также входила 6-я дивизия крейсеров под командованием вице-адмирала Аритомо Гото (тяжёлые крейсера «Аоба» (флагман), «Кинугаса», «Фурутака» и «Како»), базировавшаяся на Кавиенг (Новая Ирландия), 2 лёгких крейсера 18-й дивизии крейсеров («Тэнрю» и «Тацута»), 6-я эскадра эсминцев (4 эсминца) во главе с лёгким крейсером «Юбари» и 5 подводных лодок 7-го дивизиона, базировавшиеся на Рабауле. Воздушную поддержку 8-го флота осуществляли 70 самолётов различных типов 25-й воздушной флотилии 11-го воздушного флота. Задачей вновь сформированного флота было обеспечение действий армии и флота в районе Соломоновых островов и острова Новая Гвинея.
Адмирал Микава получил сообщение о высадке американцев на Соломоновых островах ранним утром 7 августа. Спешно погрузив 519 морских пехотинцев на 6 транспортов, он отправил их на Гуадалканал в помощь атакуемому гарнизону. Впоследствии, когда японское командование поняло, что данные о силах Союзников на Гуадалканале в первых донесениях были сильно преуменьшены, транспорты были возвращены. Один из них, Мейо Мару, затонул у мыса св. Георга, остров Бугенвиль в 21:25 8 августа в результате атаки подводной лодки S-38 под командованием капитан-лейтенанта Мэнсона, погибло 373 человек. Эти потери обычно рассматривают отдельно от потерь в бою у острова Саво.
Микава собрал все крупные надводные корабли («Тёкай», «Тэнрю», «Юбари» и эсминец «Юнаги»), которые были в Рабауле, и после полудня 7 августа вышел на рандеву с 6-й дивизией крейсеров вице-адмирала Гото, вышедшей в полном составе из Кавиенга в этот же день утром. Примерно тогда же выход Микавы был обнаружен бомбардировщиками B-17. Около 20:00 в проливе Святого Георга Микава соединился с отрядом Гото и, чтобы обмануть разведку союзников, полным ходом двинулся на юго-восток. Японское соединение было обнаружено подводной лодкой S-38 сразу после прохода им пролива Святого Георга. Лодка находилась в этом районе на патрулировании, но не сумела атаковать японские корабли из-за их высокой скорости. После прохода японского соединения лодка всплыла, и её командир лейтенант (капитан-лейтенант) Мэнсон передал сообщение о проходе в 8 милях (14,8 км) к западу от мыса Святого Георга на большой скорости в юго-восточном направлении 2 эсминцев и 3 больших кораблей неизвестного класса. Ещё через несколько часов S-38 атаковала транспорты Микавы, неспешно идущие под символическим эскортом, и потопила один из них (Meiyo Maru), сорвав тем самым высадку на Гуадалканал японского десанта.
Японский флот интенсивно готовился к ведению ночных боёв. Однако этот факт игнорировался американским командованием. Подготовка состояла в тщательном подборе и интенсивной тренировке сигнальщиков, в специально разработанных для ночного боя оптических приборах, кислородных торпедах с большой дальностью хода (тип 93), использовании корабельных гидропланов-разведчиков для постановки освещения, частых ночных учениях. Поэтому Микава рассчитывал найти и атаковать корабли Союзников у Гуадалканала и Тулаги именно в ночь с 8 по 9 августа, когда не будет противодействия авиации Союзников.

## Бой

### Перед боем

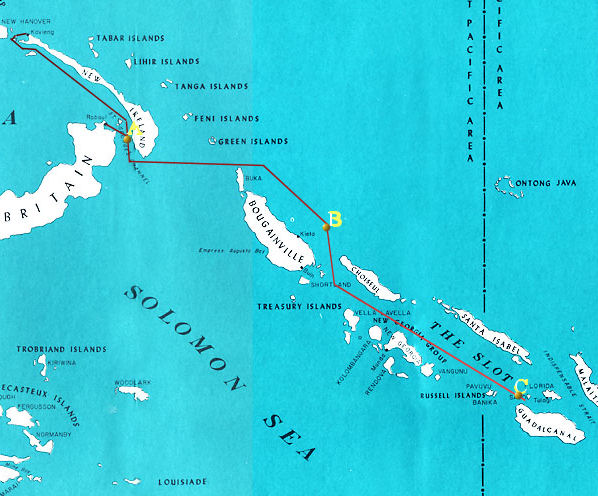
Маршрут эскадры Микавы из Рабаула и Кавьенга (вверху слева), объединившейся у мыса Святого Георга и проследовавшего вдоль восточного берега Бугенвиля (в центре) и затем вошедшего в пролив Слот (внизу справа)

Обманув Союзников ложным манёвром на юго-восток, Микава повёл своё соединение севернее острова Бука, и, пройдя вдоль восточного побережья острова Бугенвиль, направился в пролив Слот. Утром 8 августа японское соединение на 6 часов остановилось мористее городка Кьета на Бугенвиле, чтобы подойти к Гуадалканалу в ночное время, избежав обнаружения и последующих воздушных атак. Здесь Микава приказал увеличить интервалы между своими кораблями, надеясь таким образом скрыть состав своего соединения. Он отправил четыре корабельных гидросамолёта (три Aichi E13A и один Kawanishi E7K2) на разведку в район Гуадалканала. Один E13A был сбит истребителем с авианосца Wasp, его экипаж погиб.
В 10:20 и 11:10 корабли Микавы были обнаружены австралийскими разведывательными самолётами Hudson, базировавшимися в заливе Милн на Новой Гвинее. Первый Hudson неправильно определил состав соединения Микавы как «3 крейсера, 3 эсминца и 2 гидроавианосца» (некоторые исследователи[кто?] считают, что экипаж первого Hudson определил состав соединения правильно, но содержание донесения было изменено разведывательной службой в заливе Милн). Hudson предпринял попытку передать сообщение на радиостанцию союзников в Фолл-Ривер, Новая Гвинея. Не сумев связаться (в это время на Фолл-Ривер производился воздушный налёт), в 12:42 самолёт вернулся в залив Милн, чтобы как можно быстрее доставить донесение. Второй Hudson также ошибся в отчёте, переданном по радио, но завершил патрулирование и возвратился в Милн в 15:00. В его донесении значились «2 тяжёлых, 2 лёгких крейсера и 1 неизвестного типа». Эти донесения были переданы командованию союзников у Гуадалканала только к 18:45 и 21:30 8 августа соответственно. Неправильная идентификация двух крейсеров Микавы как гидроавианосцев первым Hudson, скорее всего, произошла из-за большого рассеивания сил Микавы, кроме того, экипаж Hudson видел возвращение японских гидросамолётов. Столь значительная задержка в передаче такой важной для десанта и флота информации объясняется двумя основными причинами: различным подчинением разведывательных соединений, а также секретностью операции — ни лётчики-наблюдатели, базировавшиеся в Новой Гвинее, ни наземные службы не были уведомлены о десантировании на Гуадалканале, и не могли оценить важность перемещения японских морских сил у Соломоновых островов. В результате донесения передавались по рутинной цепи командования, без адекватной оценки, со всевозможными задержками.
Гидросамолёты Микавы вернулись около 12:00 и сообщили о двух группах кораблей союзников: одной — у Гуадалканала, второй — у Тулаги. Микава собрал своё соединение и полным ходом пошёл к Гуадалканалу, войдя в пролив Слот у острова Шуазёль в 16:00 8 августа. Микава прожектором передал план будущего боя на свои корабли: «После входа направляемся к югу от острова Саво и торпедируем главные силы врага перед якорной стоянкой Гуадалканала; после чего поворачиваем к Тулаги, чтобы расстреливать и торпедировать врага. Затем возвращаемся к северу от острова Саво».
Соединение Микавы продолжало двигаться проливом Слот, так и не обнаруженное союзниками. Ещё днём 8 августа Тёрнер потребовал от контр-адмирала Маккейна провести дополнительную разведку пролива Слот. Однако по непонятным причинам МакКейн не отдал соответствующего приказа и не позаботился о том, чтобы сообщить об этом Тёрнеру. Таким образом, Тёрнер ошибочно считал, что пролив Слот весь день находился под наблюдением союзников.

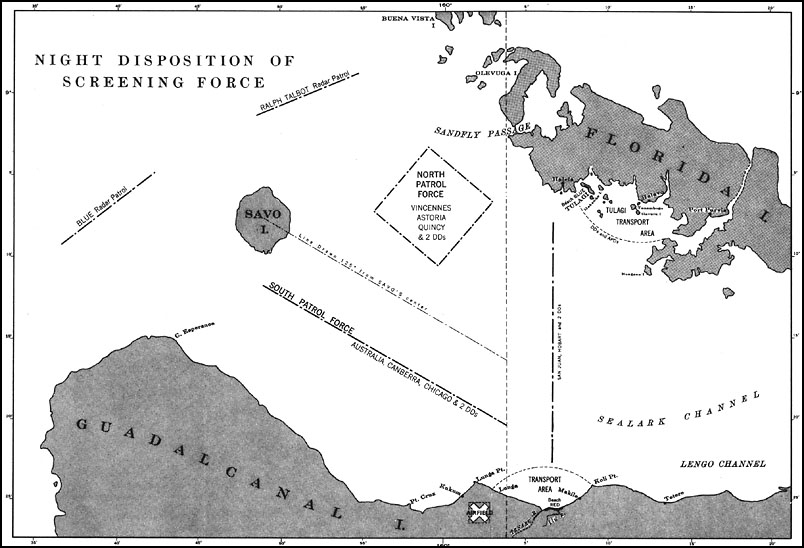
Положение кораблей союзников ночью 8 августа.

Для защиты разгружающихся транспортов ночью контр-адмирал Кратчли разбил корабли союзников на три группы. «Южная» группа (TF62.1) под командованием самого Кратчли, в которую входили австралийские тяжёлые крейсера Australia и Canberra и американские тяжёлый крейсер Chicago (CA-29) и эсминцы Patterson (DD-392) и Bagley (DD-386), должна была патрулировать между мысом Лунга на Гуадалканале и островом Саво. «Северная» группа (TF62.2) под командованием капитана первого ранга Рифтхолла, командира крейсера Vincennes (CA-44), состоящая из тяжёлых крейсеров Vincennes, Astoria (CA-34) и Quincy (CA-39) и эсминцев Helm (DD-388) и Wilson (DD-408), должна была патрулировать между якорной стоянкой Тулаги и островом Саво. «Восточная» группа (TF62.3) под командованием контр-адмирала Нормана Скотта, в составе американских лёгкого крейсера San Juan (CL-54) и эсминцев Monseen (DD-436) и Buchanan (DD484) и австралийского лёгкого крейсера Hobart, была направлена охранять восточные проходы между Флоридскими островами и Гуадалканалом. Кратчли выдвинул западнее острова Саво два оборудованных радарами эсминца, задачей которых было раннее обнаружение приближающихся японских кораблей. Эсминец Ralph Talbot (DD-390) патрулировал подходы к северной части пролива, а эсминец Blue (DD-387) — к южной. Расстояние между ними составляло 12—30 километров. Оставшиеся 6 эсминцев (Henley (DD-391), Ellet (DD-398), Selfridge (DD-357), Mugford (DD-389), Hull (DD-350) и Dewey (DD-349)) Кратчли оставил в противолодочном охранении разгружающихся транспортов вблизи двух якорных стоянок у Гуадалканала.
Экипажи транспортов и кораблей союзников уже вторые сутки находились в состоянии постоянной боевой готовности, потому были сильно утомлены. Стояла влажная тропическая жара и, по словам Самуэля Элиота Морисона, «приглашала уставших моряков расслабиться». Поэтому ночью 8 августа на большей части кораблей Кратчли была объявлена «Готовность № 2», предполагавшая нахождение на боевых постах только половины экипажа, причём любой член экипажа должен был быть или в койке, или на вахте.
Вечером Тёрнер созвал совещание на McCawley, на которое были вызваны Кратчли и Вандергрифт, чтобы обсудить отход соединения Флетчера и график разгрузки и отхода транспортов. В 20:55 Кратчли покинул южную группу на крейсере Australia, оставив за себя командира крейсера Chicago капитана первого ранга Говарда Д. Боуда. Адмирал не известил командиров других крейсерских групп о своём отсутствии, создав предпосылки для последующих несогласованных действий, а Боуд не стал менять положение своего корабля в ордере Южной группы на обычное для флагмана и пошёл спать в каюту. На совещании обсуждались донесения об «гидроавианосцах» от экипажей австралийских Hudson. Был сделан вывод, что этой ночью нападения ожидать не стоит, так как гидроавианосцы не в состоянии вести ночной бой. Для принятия решения о времени отхода транспортов необходимо было проинспектировать разгрузку на Тулаги, и туда в полночь отбыл для инспекции Вандергрифт. Кратчли предпочёл не возвращаться, и тяжёлый крейсер Australia лёг в дрейф рядом с якорной стоянкой у Гуадалканала. Кратчли не известил командиров других кораблей своего соединения о своём местоположении.

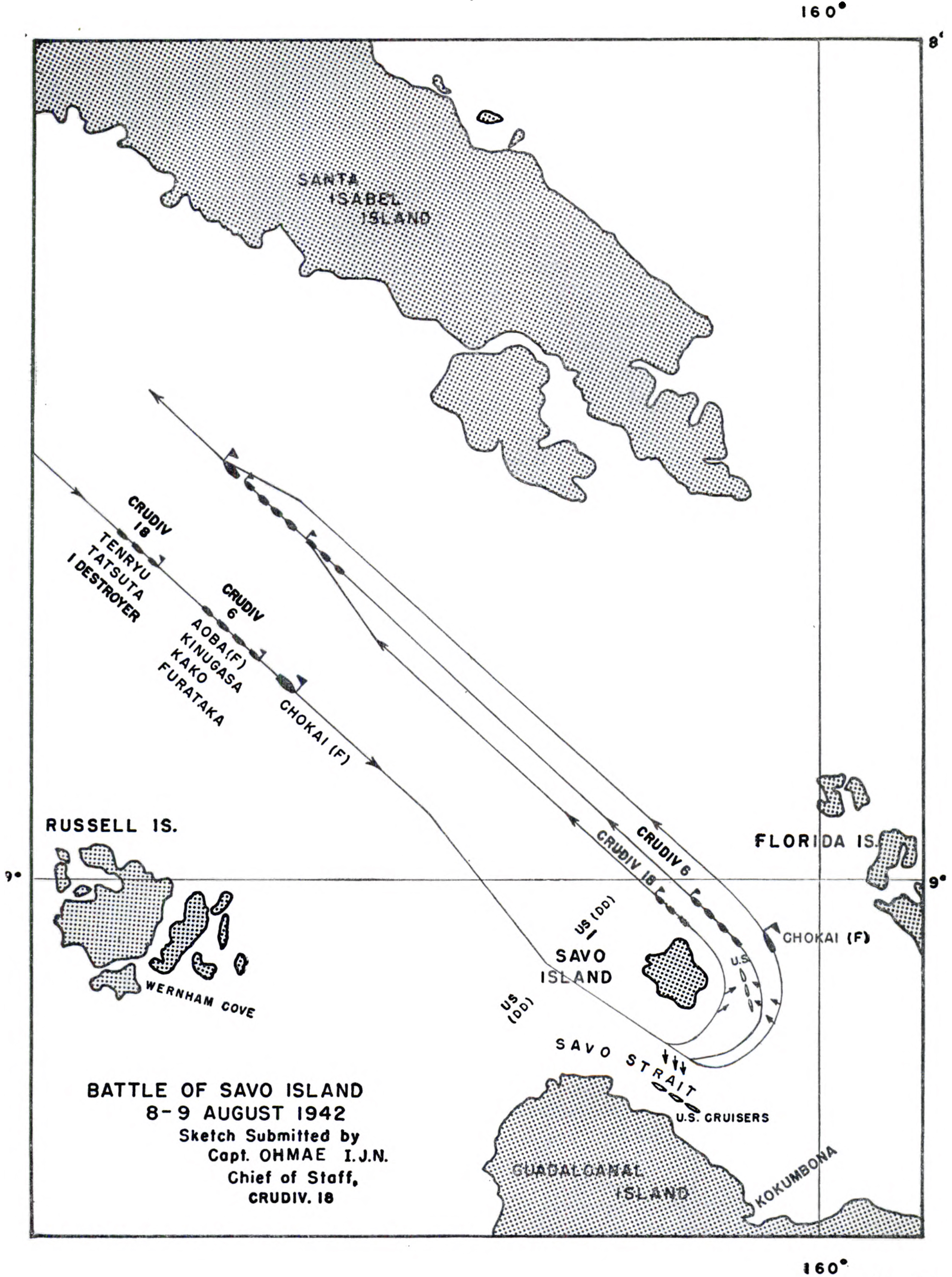
Приход и отход кораблей Микавы с поля боя

Примерно же в это время соединение Микавы приближалось к Гуадалканалу. Японские корабли выпустили три гидросамолёта для окончательного уточнения места кораблей союзников и их освещения во время предстоящего боя. Несмотря на то, что эсминец Ralph Talbot правильно опознал один из них и даже передал в эфир и прожектором сигнал тревоги, остальные корабли союзников, обнаружившие этот самолёт, летевший с включенными навигационными огнями, приняли его за свой. Сигнал тревоги, поданный эсминцем, никем принят не был.
Соединение Микавы подходило к острову Саво 3-километровой колонной (1,6 мили) во главе с тяжёлым крейсером «Тёкай», за которым следовали тяжёлые крейсера «Аоба», «Како», «Кинугаса», «Фурутака», далее лёгкие крейсера «Тэнрю», «Юбари» и эсминец «Юнаги». 9 августа в 00:44 сигнальщики крейсера «Тёкай», а затем и остальных кораблей, заметили неизвестный корабль (это был эсминец Blue) в 9 000 ярдах (4,6 мили) прямо по носу японской колонны.

### Бой с южной группой
Заметив Blue, Микава приказал изменить курс влево, чтобы пройти к северу от острова Саво, и снизить ход до 22 узлов (40,7 км/ч), чтобы уменьшить буруны под форштевнями, могущие выдать его корабли. Четырьмя минутами позднее сигнальщики кораблей Микавы в 16 000 ярдах (9,2 мили) слева по носу обнаружили второй корабль (то был Ralph Talbot), который сперва приняли за местную шхуну. Японские корабли навели на Blue более 50 своих орудий и были готовы открыть огонь сразу, как только он обнаружит их. Когда эсминец был уже менее чем в 2 000 ярдах (1,1 мили) от кораблей Микавы, он, достигнув конца маршрута патрулирования, внезапно для японцев развернулся на противоположный курс, пропустив длинную колонну японских кораблей, тихо проследовавших мимо него. Странное поведение Blue объясняется тем, что радиолокационная станция, которой был оснащён эсминец, была несовершенной: эффективность обнаружения цели резко падала вблизи больших участков суши. При этом же посты визуального наблюдения не обнаружили японскую группу.
Поняв, что всё ещё остаётся необнаруженным, Микава изменил курс вправо, чтобы пройти к югу от острова Саво, и увеличил ход сначала до 26 узлов (48,1 км/ч), а затем до 30 узлов (55,6 км/ч). В 01:25 адмирал приказал своим кораблям действовать независимо от флагмана, а в 01:31 — «Всем кораблям атаковать».
Примерно в это же время «Юнаги», шедший в конце японской колонны, развернулся и пошёл в обратном направлении — возможно, из-за потери контакта с остальными японскими кораблями, или, возможно, имея приказ прикрывать тылы японского отряда. Спустя минуту японские сигнальщики увидели ещё один корабль. Это был эсминец Jarvis, тяжело повреждённый днём ранее и ожидающий отправления на ремонт в Австралию. Jarvis то ли не заметил японские корабли, то ли не смог их опознать, но тревоги не поднял. «Фурутака», действия по своему усмотрению, выпустил торпеды в американца, но они все прошли мимо, возможно, продлив этим время, когда японцы оставались незамеченными. Они прошли всего в 1100 ярдах (0,6 мили) от эсминца, что было достаточно для экипажа «Тэнрю», чтобы увидеть отсутствие активных перемещений команды на его палубе. Если на Jarvis и увидели корабли, проходящие мимо него, то не посчитали это достойным внимания.
Спустя две минуты после обнаружения Jarvis японские сигнальщики обнаружили на фоне горящего транспорта George F. Elliott, повреждённого японской авиацией днём ранее, силуэты крейсеров и эсминцев Южной группы союзников в 12 500 ярдах (6,2 мили) справа по носу. Ещё несколькими минутами позже, около 01:38, «Тёкай» дал по ним торпедный залп и в это же самое время сигнальщики «Тёкая» в 18 000 ярдов (8,8 мили) слева почти на траверзе заметили корабли северной группы . «Тёкай» подвернул влево, а остальные японские корабли дали торпедный залп правым бортом по кораблям Южной группе союзников.
Экипаж эсминца Patterson находился в состоянии повышенной готовности, так как командир эсминца серьёзно отнёсся к дневным донесениям о японских кораблях и появлению неизвестных самолётов вечером, и отдал распоряжение подчинённым быть готовыми к бою. В 01:43 Patterson заметил корабль, возможно «Кинугасу», в 5000 ярдов (2,9 мили) впереди и немедленно передал вошедшее в историю сообщение по радио и семафором: «Внимание! Внимание! Неизвестные корабли входят в гавань!» Patterson развил максимальный ход и дал залп осветительными снарядами в направлении японской колонны. Командир приказал произвести торпедную атаку, однако его приказ не был услышан из-за грохота орудий эсминца.
В тот самый момент, когда Patterson обнаружил японские корабли и вступил в бой, японские гидропланы, которые кружили над южной группой, по приказу Микавы сбросили осветительные ракеты прямо над крейсерами Canberra и Chicago. Canberra сразу же открыл беспорядочный огонь, командир крейсера Фрэнк Геттинг приказал увеличить скорость и развернуть корабль, пытаясь поставить Canberra между японскими кораблями и разгружающимися транспортами. Эсминец Bagley, сигнальщики которого обнаружили японские корабли сразу после Patterson и Canberra, развернулся и дал торпедный залп по японской колонне; впоследствии одна или две из этих торпед, предположительно, поразили Canberra. Bagley в бою более не принимал активного участия. Менее чем через минуту после открытия огня Canberra открыли огонь «Тёкай» и «Фурутака», сразу же добившись многочисленных попаданий. В следующие 3 минуты к ним присоединились «Аоба» и «Како». Canberra получила до 24 попаданий снарядов крупного калибра. Первыми взрывами были убиты его командир и старший артиллерист, разрушены оба котельных отделения, обесточив корабль. Canberra прекратил огонь и не передавал информацию другим кораблям Союзников. Крейсер продолжал движение по инерции, горящий, не способный бороться с пожарами и затоплением. Затем вдобавок Canberra поразили одна или две торпеды, попавшие в левый борт. Эти торпеды могли быть выпущены только со стороны Гуадалканала, а единственным кораблём, который был в этой позиции, был Bagley, для которого австралийский крейсер находился между ним и противником. Локстон, анализируя записи в судовых журналах, отчёты и характер повреждений также твёрдо уверен в том, что Canberra получила торпеду с Bagley.

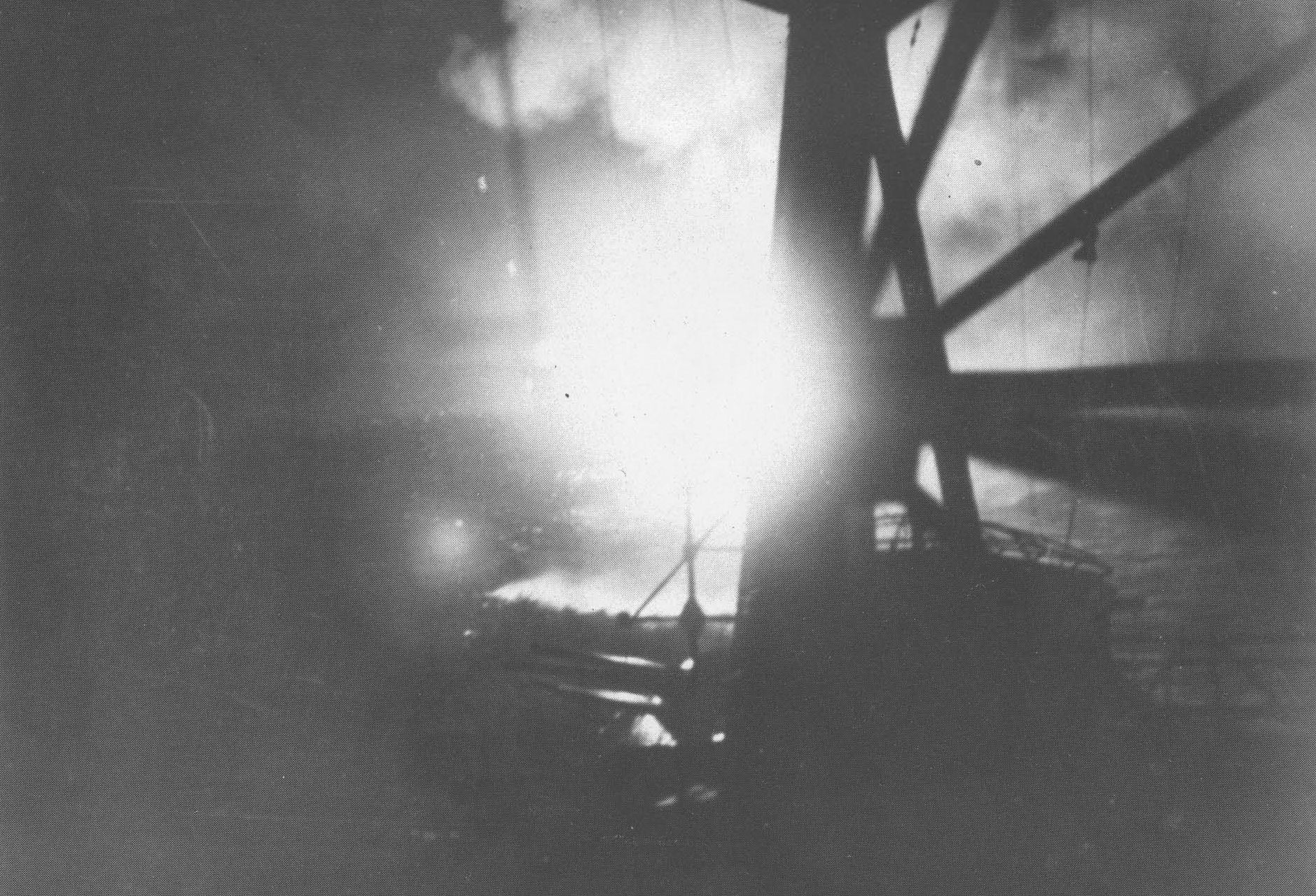
Вид с крейсера «Тёкай» во время боя, видны освещённые прожектором корабли южной группы союзников.

Вахта на мостике Chicago разбудила Боуда после того, как над крейсером зажглись осветительные ракеты, сброшенные гидросамолётами японских крейсеров и увидела, что Canberra, идущая перед ними, резко отвернул вправо. Проснувшийся Боуд, для прояснения ситуации, приказал 127-мм орудиям открыть огонь по японской колонне осветительными снарядами, но сделать этого не успели. В 01:47 Chicago был поражён торпедой, возможно от «Како», в носовую часть. Взрывом была выведена из строя система центральной наводки орудий ГК. Затем крейсер поразила вторая торпеда, но она не взорвалась. Тут же несколько 203-мм японских снарядов попали в район грот-мачты. Chicago развернулся на запад, оставив транспорты без прикрытия. Крейсер вёл огонь 127-мм орудиями и, возможно, попал в Тенрю, причинив небольшие повреждения. Боуд не попытался принять командование над Южной группой, несмотря на то, что он был её командиром. Ещё худшие последствия принесло то, что Боуд не сделал попытки предупредить другие корабли союзников у Гуадалканала, даже после того как его корабль вышел из боя.
В это же самое время Patterson вёл артиллерийскую дуэль с японской колонной. В Patterson попал снаряд, нанеся разрушения средней тяжести и убивший 10 человек. Patterson продолжил вести огонь по японским кораблям и, возможно, попал в «Кинугасу», причинив средние повреждения. Вскоре Patterson потерял контакт с противником и пошёл на северо-восток вдоль восточного берега Саво.
В это же время «Юнаги» натолкнулся на плетущийся Jarvis и обстрелял его. В дальнейшем «Юнаги» в бою не участвовал и присоединился к уже отходящему соединению северо-западнее острова Саво. Экипаж Chicago свидетельствовал об артиллерийской дуэли между Jarvis и «Юнаги».
В 01:44 корабли Микавы повернули влево и направились к северной группе союзников. «Фурутака», скорее всего, из-за проблем с управлением, либо стремясь избежать столкновения с Canberra, повернул раньше. За ним последовали «Юбари» и Tenryu, и эти корабли перестроились в обратном порядке. Таким образом, Северная группа союзников оказалась взятой в «клещи».

### Бой с Северной группой

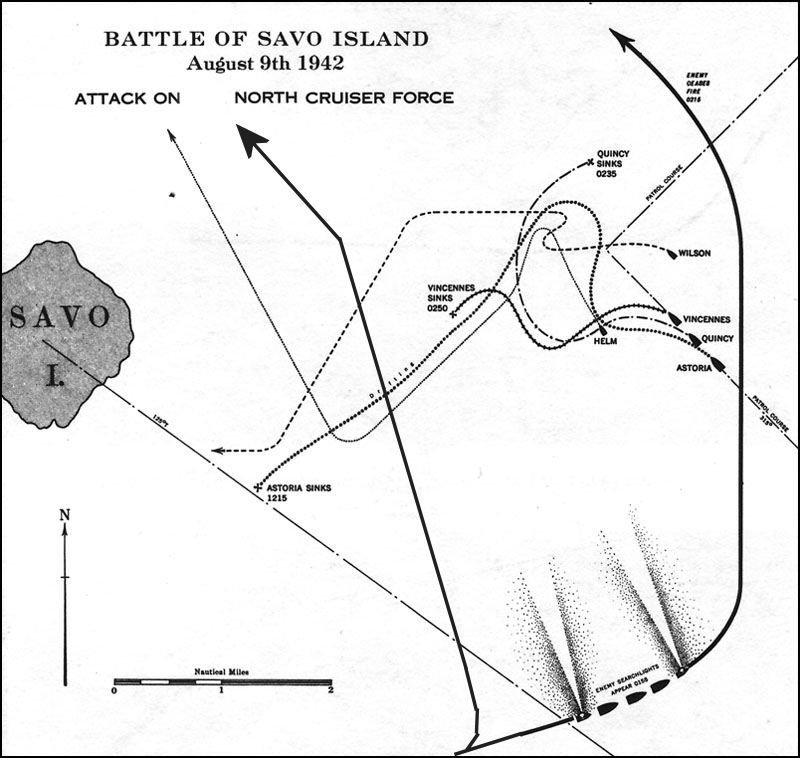
Схема боевых действий к северо-востоку от острова Саво.

В то время, как соединение Микавы расправлялось с кораблями южной группы союзников, корабли Северной группы, ни о чём не подозревая, не спеша патрулировали свой район, держа ход всего в 10 узлов (18,5 км/ч). Командиры всех трёх крейсеров спали в каютах. Несмотря на то, что на всех трёх кораблях видели вспышки выстрелов южнее Саво, их приняли за грозовые зарницы, а сообщение Patterson о вхождении неизвестных кораблей в гавань никто не получил. В 01:44 японские крейсера, прекратив артиллерийский огонь по южной группе, практически немедленно начали стрелять торпедами по северной группе. В 01:50 они осветили американские крейсера и открыли артиллерийский огонь.
Первым начал стрелять по Vincennes идущий в строю третьим «Како». Флагманский «Тёкай» обстрелял концевой крейсер американской колонны Astoria, а «Аоба» занялся Quincy, средним крейсером. Через несколько минут по Quincy открыли огонь оторвавшиеся от основной колонны «Фурутака» и «Тэнрю». Таким образом, японцы практически одновременно взяли под обстрел все американские корабли.
Тревога на Astoria была объявлена только лишь после того, как крейсер был освещён прожекторами японцев, и вокруг начали рваться снаряды. Старший артиллерист, находящийся на КДП, приказал открыть огонь главным калибром по прожекторам. Командир Astoria, капитан Гринмен, проснувшийся от грохота выстрелов, примчался на капитанский мостик и приказал прекратить огонь, опасаясь, что его корабль ведёт огонь по своим. Но так как вокруг рвались японские снаряды, командир отменил свой приказ. «Тёкай» быстро пристрелялся, и Astoria получил множество попаданий, вызвавших на нём неконтролируемые пожары. Между 02:00 и 02:15 «Аоба», «Кинугаса» и «Како» присоединились к флагману в расстреле Astoria. На нём было разрушено машинное отделение, крейсер лишился хода и прекратил огонь. На нём бушевали пожары. В 02:16 единственный снаряд Astoria попал в башню ГК № 1 «Тёкая», не взорвался, но вывел башню из строя.
Quincy, когда в 01:50 его осветили прожектора японских крейсеров, не смог открыть огонь по причине неготовности. Quincy сразу же попал под перекрёстный огонь «Аобы», «Фурутаки» и «Тэнрю», получил тяжёлые повреждения, на нём бушевали пожары. Вдобавок в левый борт крейсера попали две торпеды, выпущенные «Тэнрю». Крейсер дал наугад несколько залпов. Два из выпущенных снарядов поразили «Тёкай»; один попал в штурманскую рубку, уничтожив хранилище навигационных карт, взорвался в 6 метрах от адмирала Микавы, убив 36 человек, второй — в основание грот-мачты. В 02:10 от попаданий в мостик Quincy был смертельно ранен командир и почти все находившиеся там. В 02:16 крейсер был поражён в кормовую часть левого борта ещё одной торпедой, выпущенной «Аобой». Крейсер потерял ход и прекратил огонь. Помощник артиллерийского офицера Quincy, который прибежал на мостик, описывал уведенное:

Когда я прибыл на мостик, я обнаружил там горы мёртвых тел, только три или четыре человека ещё были живы. В рулевой рубке стоял только один человек, это был сигнальщик у штурвала, который тщетно пытался переложить руль с правого на левый борт. От него я узнал, что командир, в это время лежавший у штурвала, приказал ему посадить корабль на мель, и он пытается держать курс на остров Саво, до которого было около четырёх миль (около 7,5 км) слева по корме. Я бросился на левый борт рулевой рубки, чтобы найти остров, и вдруг почувствовал, что корабль стал быстро крениться на левый борт, уходя под воду носом. В это мгновение командир выпрямился и перевернувшись на спину, умер, не издав ни единого звука, кроме стона.
Оригинальный текст (англ.)When I reached the bridge level, I found it a shambles of dead bodies with only three or four people still standing. In the Pilot House itself the only person standing was the signalman at the wheel who was vainly endeavoring to check the ship's swing to starboard to bring her to port. On questioning him I found out that the Captain, who at that time was laying [sic] near the wheel, had instructed him to beach the ship and he was trying to head for Savo Island, distant some four miles (about 7,5 km) on the port quarter. I stepped to the port side of the Pilot House, and looked out to find the island and noted that the ship was heeling rapidly to port, sinking by the bow. At that instant the Captain straightened up and fell back, apparently dead, without having uttered any sound other than a moan.

Quincy затонул носом вперёд в 02:38.

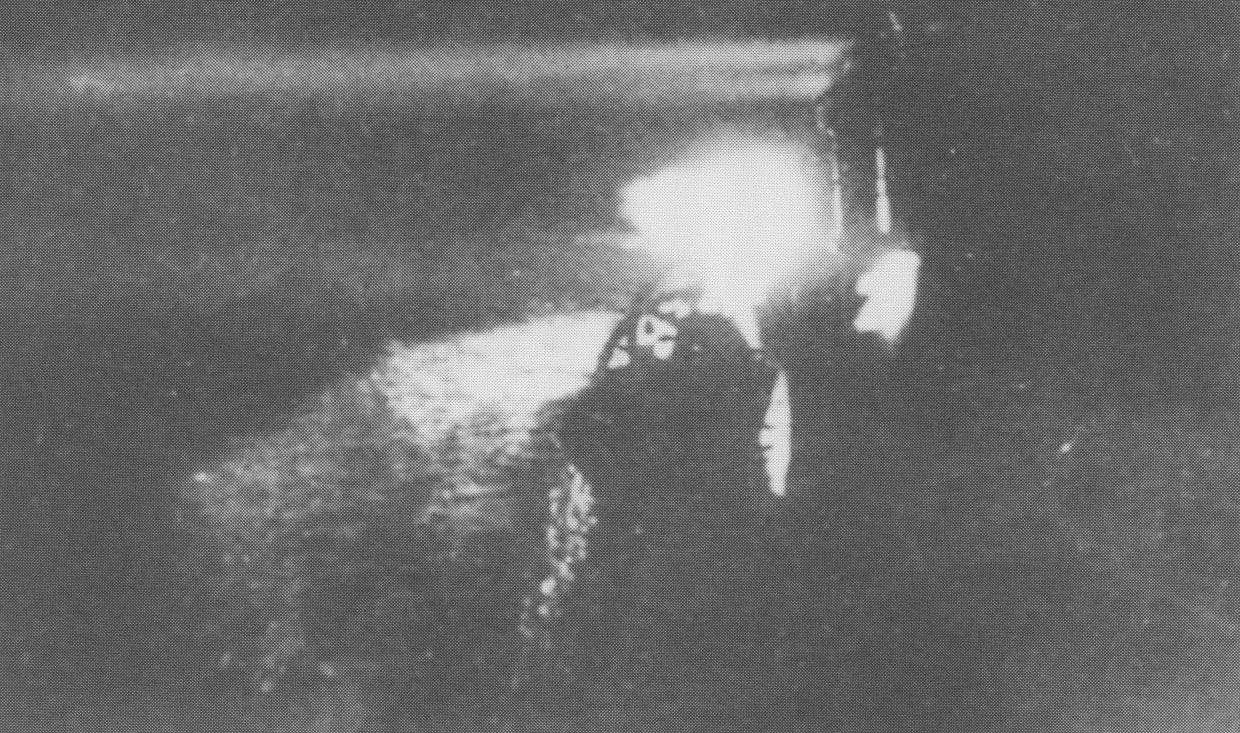
Крейсер Yubari освещает прожектором северную группу союзников прямо по носу.

Участие в бою Vincennes было недолгим. Когда в 01:50 американские крейсера были освещены японскими прожекторами, Vincennes промедлил с открытием огня, опасаясь, что прожектора могут принадлежать своим, и открыл его в 01:53 лишь после того, как был обстрелян крейсером «Како». Результатом ответного огня американцев стало попадание в «Кинугасу». Командир капитан первого ранга Фредерик Л. Рифхолл приказал увеличить скорость до 25 узлов (46,3 км/ч), но вскоре, в 01:55, в крейсер попали две торпеды с «Тёкая» поразив корабль в левый борт в район КО № 2, а затем, в 02:03, — и третья, выпущенная с «Юбари», поразив его в район КО № 1. Vincennes потерял ход, обесточился и орудия крейсера замолчали. В 02:13 «Тёкай» снова нащупал прожектором беспомощный Vincennes, и «Кинугаса», «Како» и «Тёкай» снова взяли его под перекрёстный огонь. Vincennes получил до 74 попаданий снарядов японских тяжёлых и лёгких крейсеров. В 02:16 Рифхолл приказал команде покинуть корабль и Vincennes затонул в 02:58.
Американские эсминцы Helm и Wilson в бою не приняли участия, если не считать, что Wilson чуть было не обстрелял подходивший с юга Bagley. Внезапно для американцев, в 02:16 прожектора погасли и японская колонна прекратила огонь. В 02:20 Микава скомандовал отход.
Отбившийся от соединения «Юнаги» наткнулся к северо-востоку от Саво на патрулирующий Ralph Talbot, на мгновение осветив его прожектором. Мгновенного проблеска хватило, чтобы три японских крейсера группы «Фурутаки» энергично обстреляли эсминец. «Тэнрю» осветил его прожектором и японцы добились пяти попаданий в Ralph Talbot, нанеся ему тяжёлые повреждения. Ralph Talbot скрылся от огня благодаря дождевому шквалу, и японские корабли, потеряв его из виду, прошли мимо.

### Решение Микавы
В 02:16 Микава провёл короткое совещание с членами своего штаба о том, стоит ли повернуть обратно и продолжить бой с уцелевшими кораблями противника и попытаться уничтожить транспорты Союзников на якорных стоянках у Гуадалканала. Однако, его корабли были рассредоточены, и понадобилось бы некоторое время на перегруппировку. Его корабли должны были перезарядить торпедные аппараты, трудоёмкая работа заняла бы ещё некоторое время. Микава также не знал о количестве и местонахождении кораблей союзников, в этом его убедила перестрелка с Ralph Talbot, его корабли потратили большую часть боезапаса, а флагманский крейсер остался без навигационного обеспечения. Не имея воздушного прикрытия, Микава считал, что американские авианосцы находятся поблизости, и опасался дневных ударов палубной авиации. Времени, потраченного на повторную атаку Союзников у Гуадалканала не хватило бы на то, чтобы на следующий день его корабли успели выйти из радиуса действия палубной авиации.
Все эти факторы повлияли на решение Микавы отойти, хотя некоторые из офицеров штаба были готовы атаковать Союзников. Но всё-таки большая часть штаба высказалась за отход и в 02:20 Микава приказал своим кораблям отходить.

## После боя

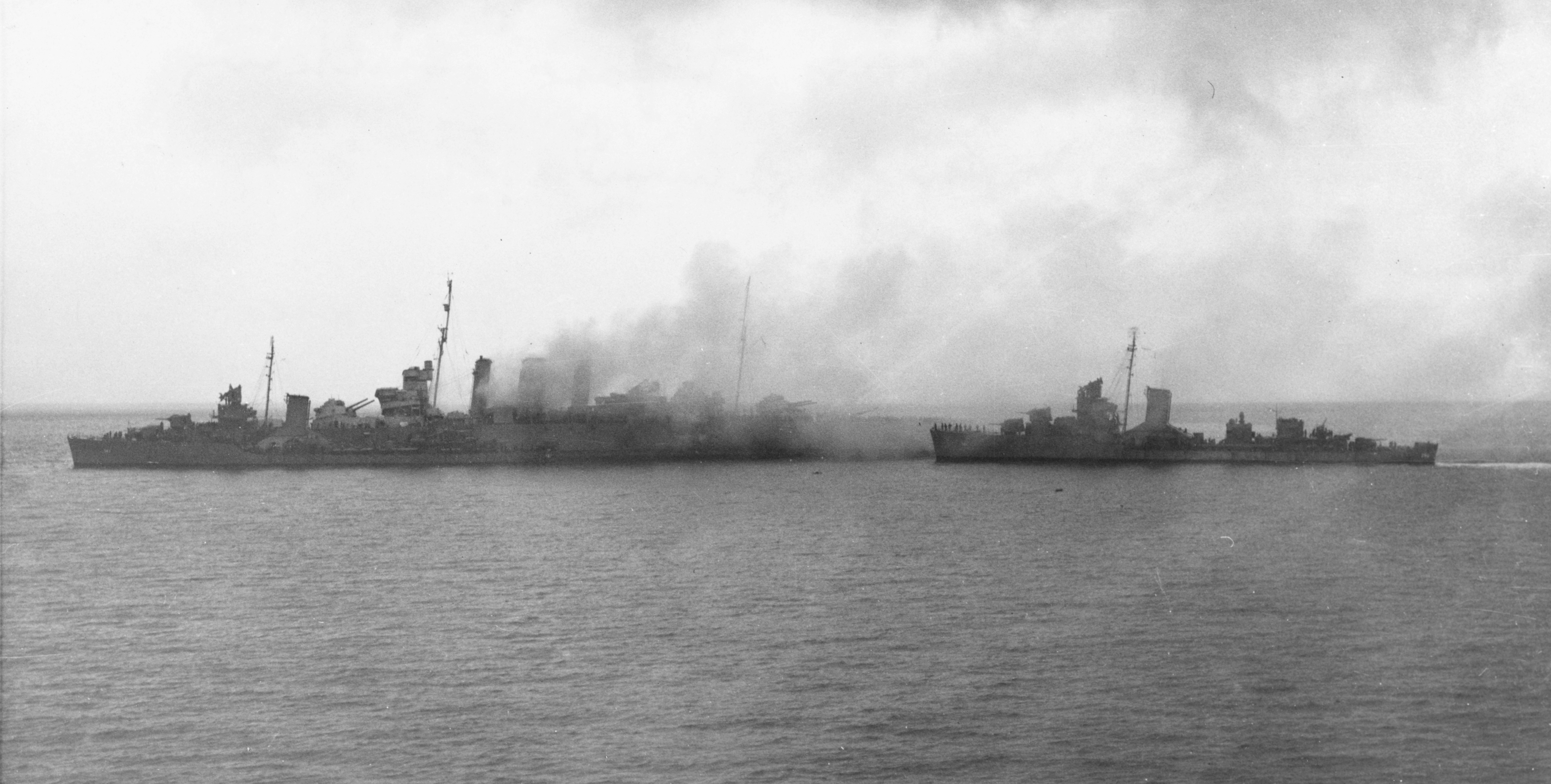
Американские эсминцы Блю и Паттерсон эвакуируют команду горящей Канберры

В 04:00 9 августа Patterson подошёл к борту Canberra для оказания помощи. К 5 утра пожар практически был потушен, но Тёрнер, который решил отвести все свои корабли и транспорта от Гуадалканала до 06:30, приказал затопить корабль. После того, как эсминцы Selfridge и Ellet сняли с крейсера всех членов экипажа, Canberra была добита торпедами и артиллерийским огнём.
Позднее утром 9 августа Вандегрифт сообщил Тёрнеру, что ему необходимо больше снабжения. Поэтому Тёрнер отложил отход транспортов на вторую половину дня. Тем временем экипаж Astoria пытался спасти свой тонущий корабль. Однако пожары на борту в конечном счёте вышли из-под контроля и в 12:15 корабль затонул.
Утром 9 августа австралийские береговые наблюдатели на Бугенвиле передали по радио предупреждение о том, что на Гуадалканал предстоит налёт японской авиации из Рабаула. Транспорты Союзников на время приостановили выгрузку, но авианалёт не состоялся. Только после войны стало известно, что японские самолёты отбомбились по Jarvis южнее Гуадалканала, добив его. Корабль получил попадания от двух японских самолётов, экипажи которых не вернулись на базу. Транспорты и военные корабли Союзников покинули воды Гуадалканала только вечером 9 августа.
Поздно вечером 9 августа Микава приказал четырём крейсерам 6-й дивизии крейсеров возвращаться в Кавьенг восточнее Новой Ирландии. В 08:10 10 августа «Како» был торпедирован подводной лодкой S-44 и затонул, не дойдя до базы 70 миль (129,7 км). Остальные японские крейсера подняли из воды всех, кроме 71 члена экипажа.
Адмирал Ямамото отправил поздравительную телеграмму Микаве, отметив в ней: «Я ценю отважный и тяжёлый ратный труд каждого человека под вашим командованием. Я ожидаю, что вы приумножите свои подвиги в деле поддержки сухопутных сил Императорской армии, которая ведёт сейчас отчаянную борьбу». Позднее, однако, когда выяснилось, что Микава упустил возможность уничтожить транспорты Союзников, он был подвергнут жёсткой критике своими товарищами.
В течение нескольких месяцев после сражения почти все подкрепления и снабжение Союзников доставлялись на Гуадалканал транспортами в составе мелких конвоев, выгрузка с которых проводилась днём, когда авиация Союзников с Новых Гебридов и авиабазы Хендерсон, а также авианосцев, если те находились рядом с островом, могла прикрыть высадку. За это время морская пехота на Гуадалканале, хотя и не имела поддержки флота, получила достаточно вооружений и продовольствия, чтобы выдержать несколько крупных японских операций по возврату островов.
Несмотря на поражение в этом бою, высадка десанта Союзников не была сорвана, обеспечив победу в Битве за Гуадаканал. Несмотря на то, что корабли Союзников у Гуадалканала были полностью разгромлены, они выполнили свою задачу, защитив транспорты. Многие из этих транспортов впоследствии были многократно использованы для перевозки подкреплений и снабжения на Гуадалканал. Решение Микавы не продолжать атаку Союзников тогда, когда для этого была возможность, в конечном счёте решила исход битвы.

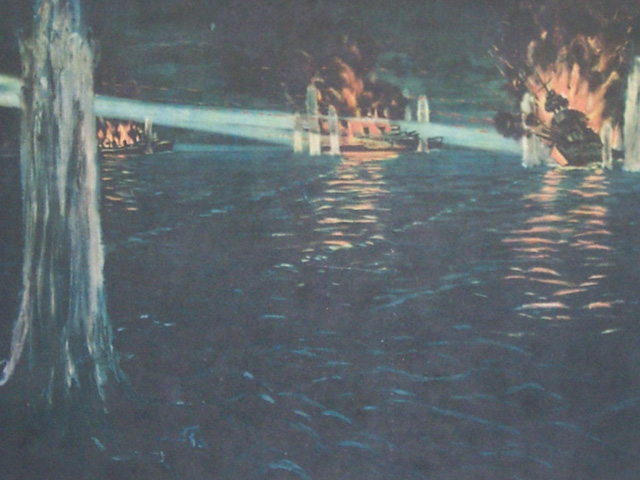
Японская иллюстрация времён войны, на которой изображено уничтожение трёх американских крейсеров у острова Саво

Созванная комиссия по расследованию причин поражения (получившая название «комиссия Хэпберна») впоследствии подготовила отчёт о бое. Комиссия допрашивала большинство старших офицеров соединения TF62 в течение нескольких месяцев, начиная с декабря 1942 года. Комиссией было рекомендовано снять ответственность за поражение со всех командиров-участников боя, за исключением командира Chicago капитана Говарда Д. Боуда за неоповещение кораблей эскадры о столкновении с противником. Капитан Боуд, находившийся в это время в Бальбоа (Зона Панамского канала), после изучения отчёта, в котором особой критике подверглись именно его действия, застрелился 19 апреля 1943 года и умер на следующий день.
Адмирал Тёрнер позднее писал о причинах поражения своего флота в этом бою:

ВМС США были всё ещё слишком уверены в собственном техническом и моральном превосходстве над врагом. Несмотря на достаточное количество доказательств возможностей противника, большинство наших офицеров были чересчур уверены, что они одержат победу при любых обстоятельствах. Итоговым результатом этого была фатальная летаргия ума, которая привела к неготовности встречи с врагом и слепому использованию устаревших шаблонов мирного времени. Я считаю, что психологический фактор в причинах нашего поражения был гораздо сильнее эффекта внезапности.
Оригинальный текст (англ.)The (U.S.) Navy was still obsessed with a strong feeling of technical and mental superiority over the enemy. In spite of ample evidence as to enemy capabilities, most of our officers and men despised the enemy and felt themselves sure victors in all encounters under any circumstances. The net result of all this was a fatal lethargy of mind which induced a confidence without readiness, and a routine acceptance of outworn peacetime standards of conduct. I believe that this psychological factor, as a cause of our defeat, was even more important than the element of surprise.

Более поздние исторические исследования возлагают вину на адмирала Флетчера, ушедшего из района боёв, не оставив никого, кто бы его заменил. Кроме того, часть вины лежит на австралийцах, которые знали о приближении японских кораблей и не смогли передать эту важную информацию американцам.